# Simon Vouet

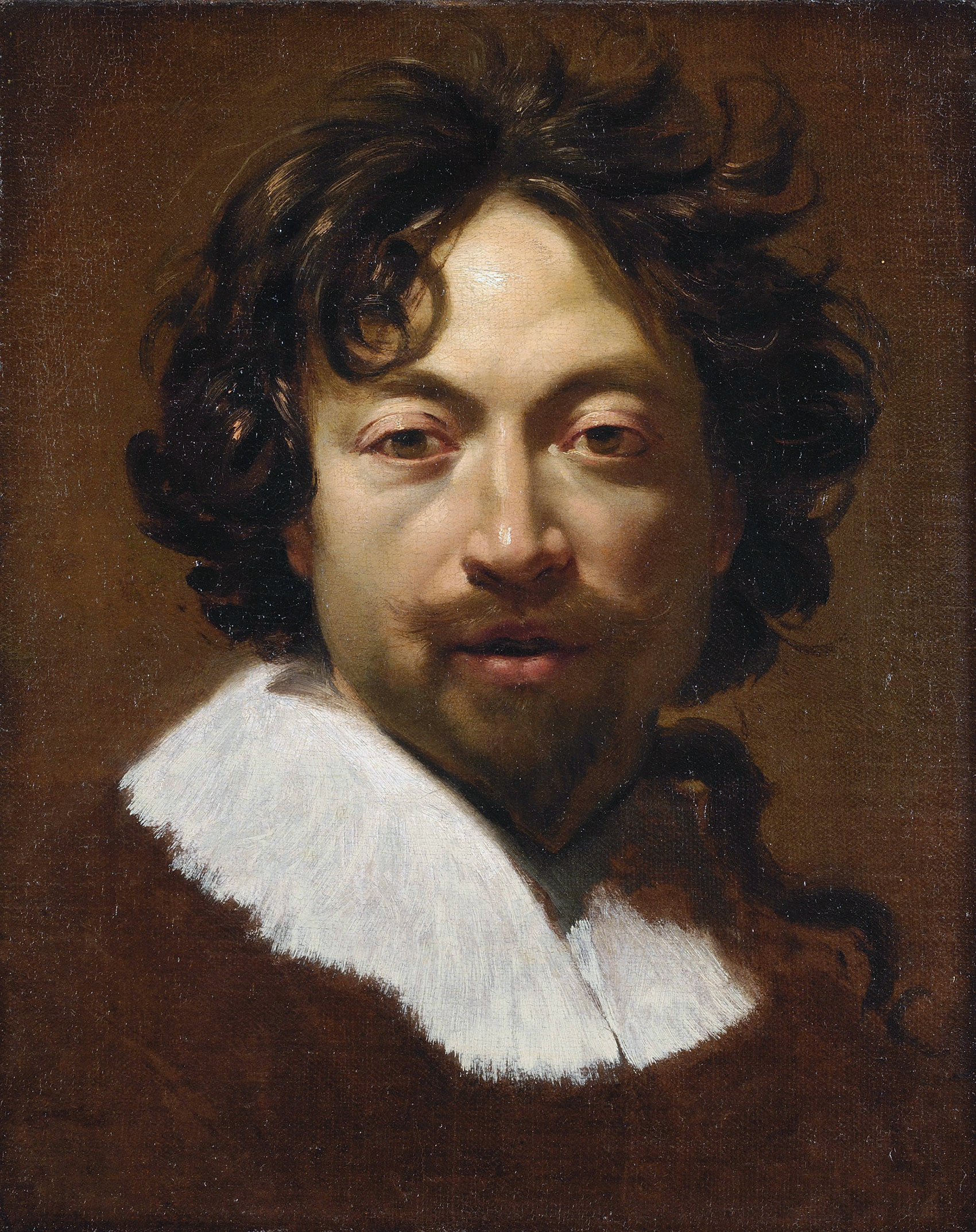
Zelfportret
(1626-1627), Musée des Beaux-Arts de Lyon

Simon Vouet (Parijs, 9 januari 1590 - aldaar, 30 juni 1649) was een Franse kunstschilder. Zijn werk wordt gerekend tot de Barok.

## Leven en werk
Vouet was de zoon van een kunstschilder en leerde het vak al op jonge leeftijd van zijn vader. Zijn talent ontwikkelde zich snel en reeds op veertienjarige leeftijd kreeg hij een uitnodiging om in Engeland portretten te gaan schilderen, bij baron Achille de Harlay de Sancy. Van daaruit trok hij naar Venetië en vervolgens naar Rome, waar hij sterk beïnvloed werd door het caravaggisme. Ook het monumentalisme van Guido Reni, de opvattingen van Lanfraco en Guercino, alsook de sereniteit van Domenichino, werkten door in zijn stijl. Een van de meest typerende werken uit zijn Italiaanse periode is De kruisiging voor de Basiliek van Sint-Ambrosius te Milaan (1622).
In 1627 haalden koning Lodewijk XIII en Kardinaal de Richelieu Vouet terug naar Frankrijk, waar hij hofschilder werd, grote opdrachten accepteerde en imposante werken produceerde. Hij schilderde altaarstukken, allegorische werken en portretten, maar ontwierp bijvoorbeeld ook decoratieve tapijten. Zijn schilderwerken, vaak met religieuze of mythische thema's, vallen op door een uitgebalanceerde compositie. Zijn latere werk wordt getypeerd door het felle kleurgebruik, met veel licht donker-contrasten, waar hij eerder vooral werkte met een gematigd clair-obscur. Qua stijl wordt hij tot de barok gerekend, eerder dan tot het classicisme, zoals het werk van zijn rivaal Nicolas Poussin. Vouet had grootse werkplaatsen in de koninklijke residentie Château de Saint-Germain-en-Laye, het Palais du Luxembourg en in het Louvre. Veel grote decoratieschilders uit zijn tijd werden in zijn ateliers opgeleid, onder wie Charles Le Brun.

## Galerij

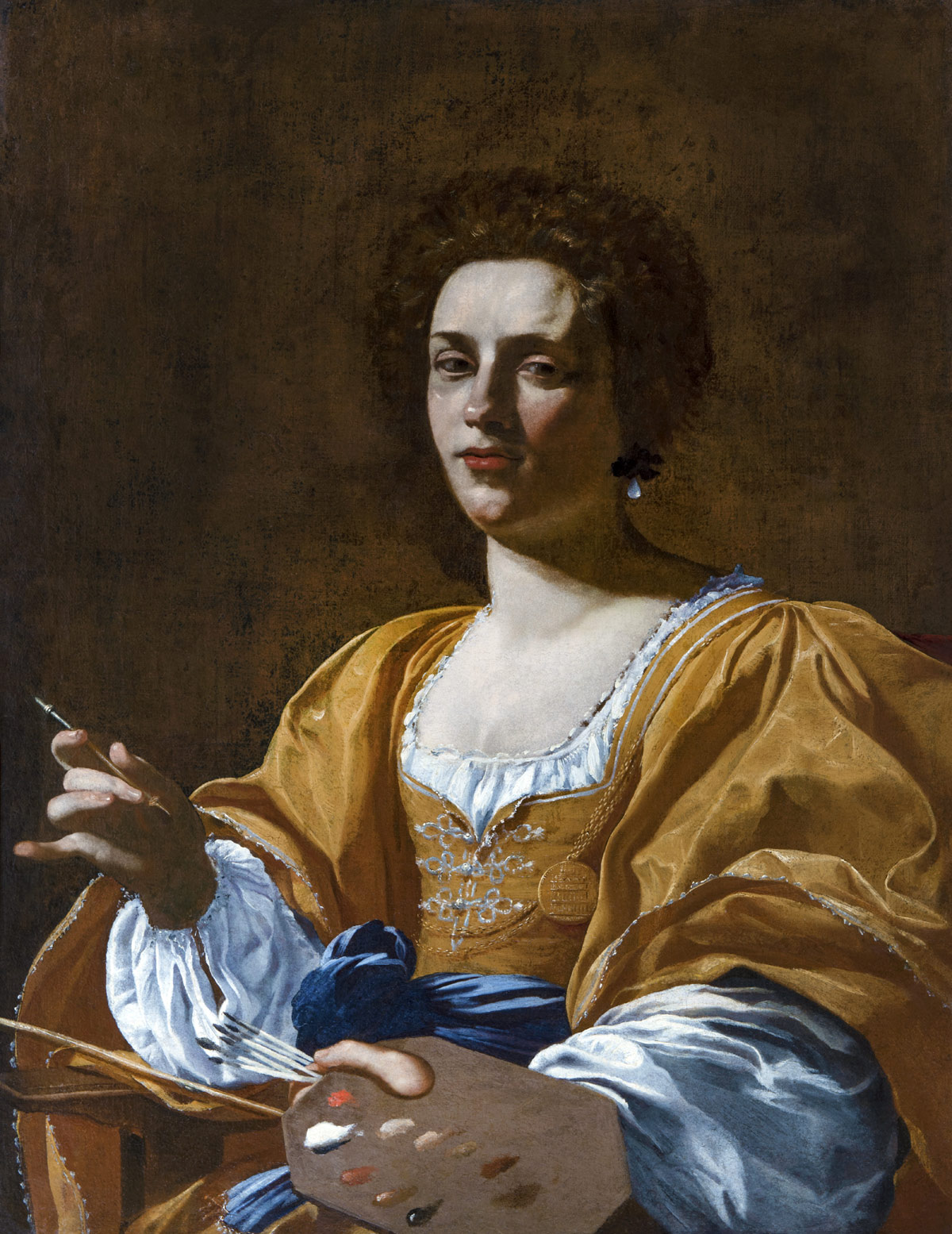
Portret van Artemisia Gentileschi (ca. 1622-26)
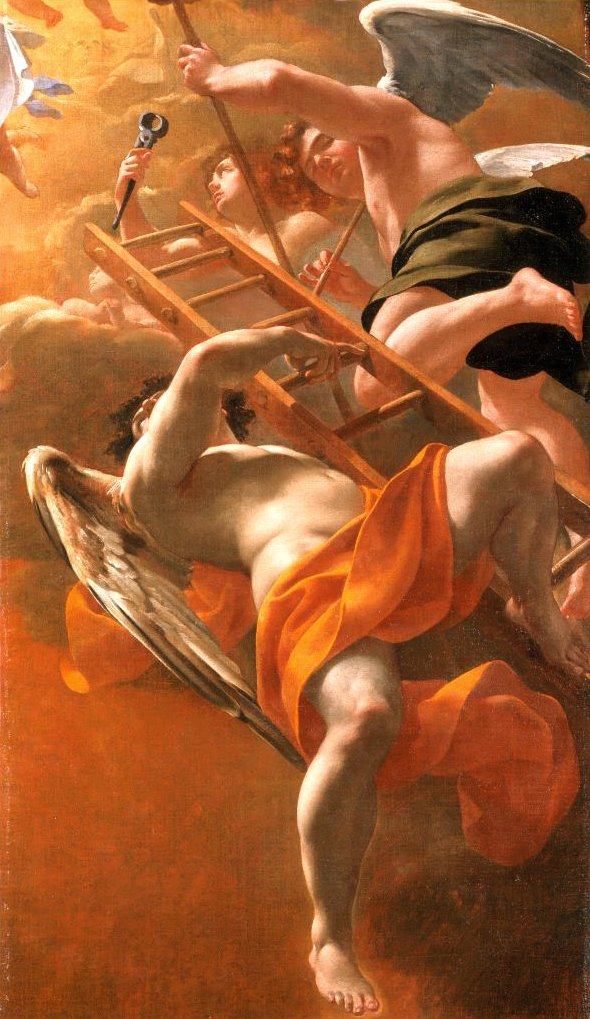
Engelen dragen de instrumenten van de passie (1625), Musée des Beaux-Arts et d'Archéologie
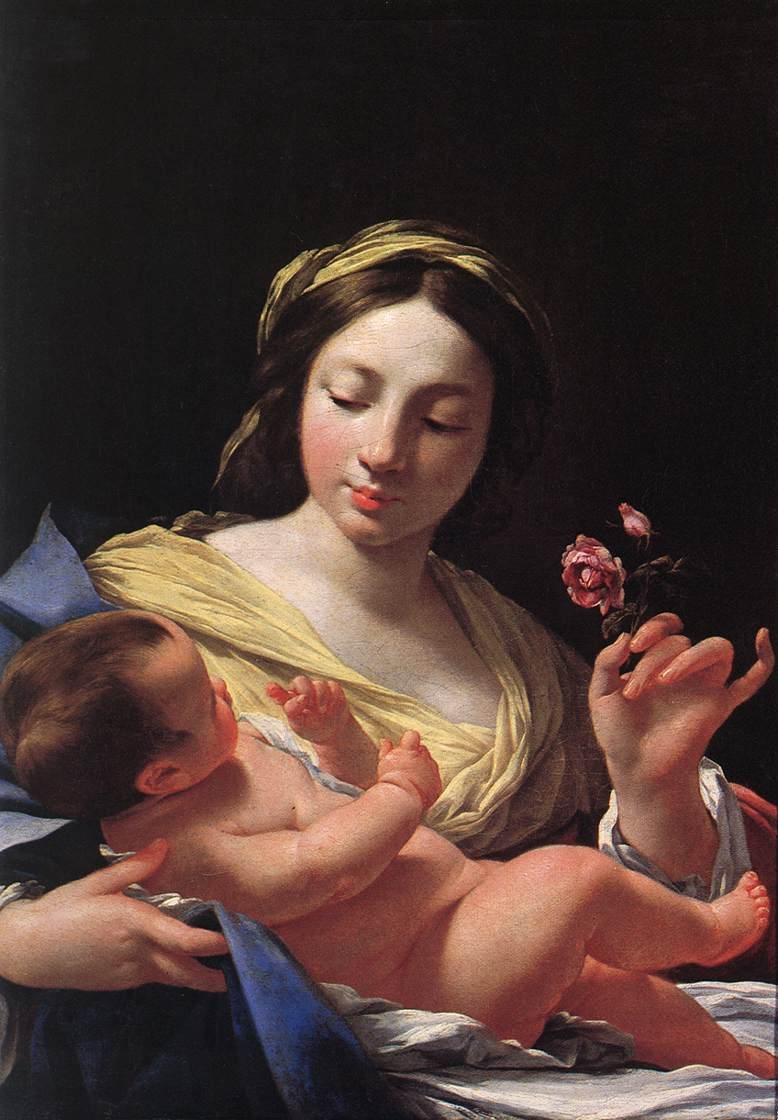
De madonna met de roos (1627), Musée des Beaux-Arts de Marseille
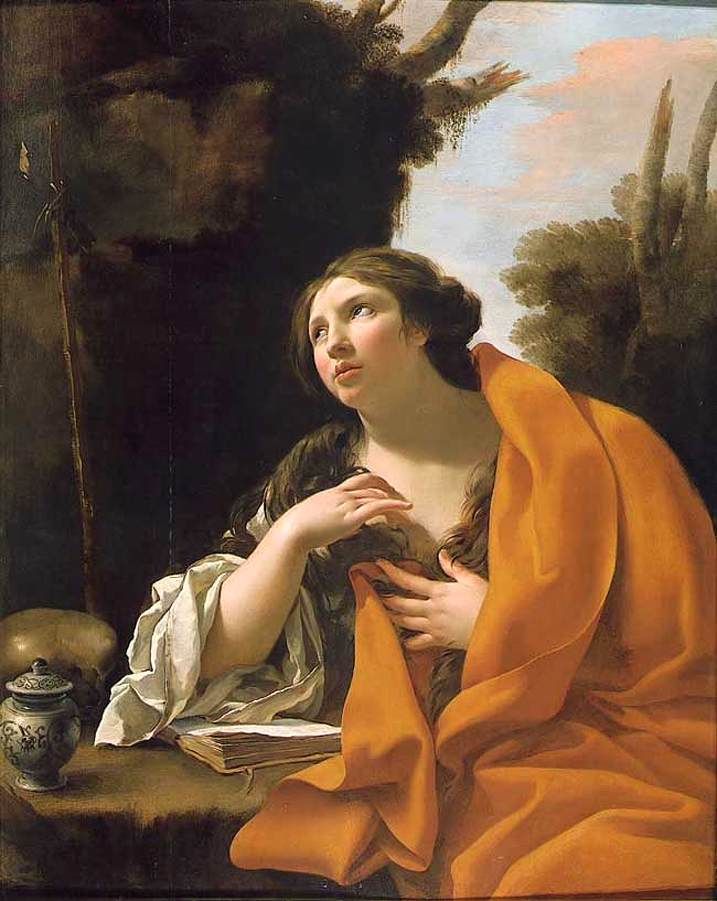
De boetevaardige Magdalena (ca. 1630), The Cleveland Museum of Art
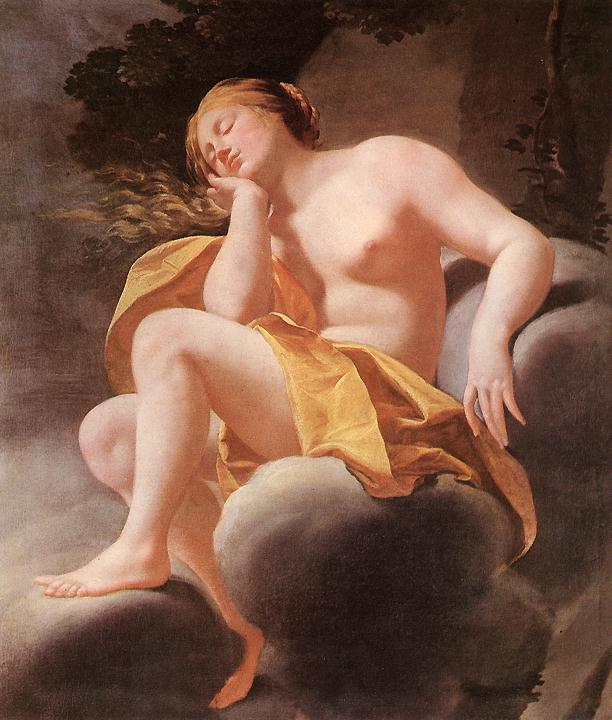
Slapende Venus (ca. 1630-1640), Szépművészeti Múzeum
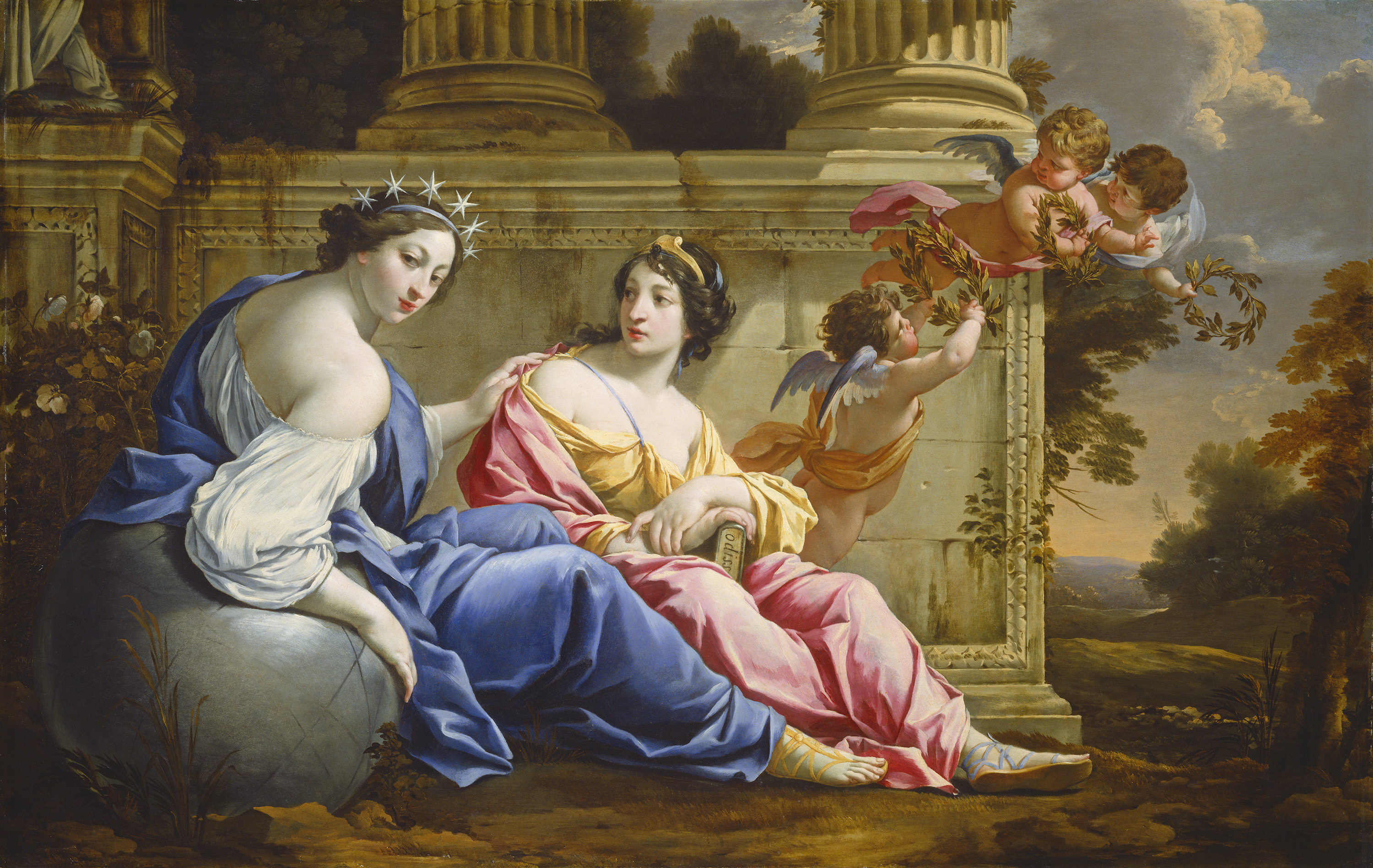
De musen Urania en Calliope (ca. 1634), National Gallery of Art
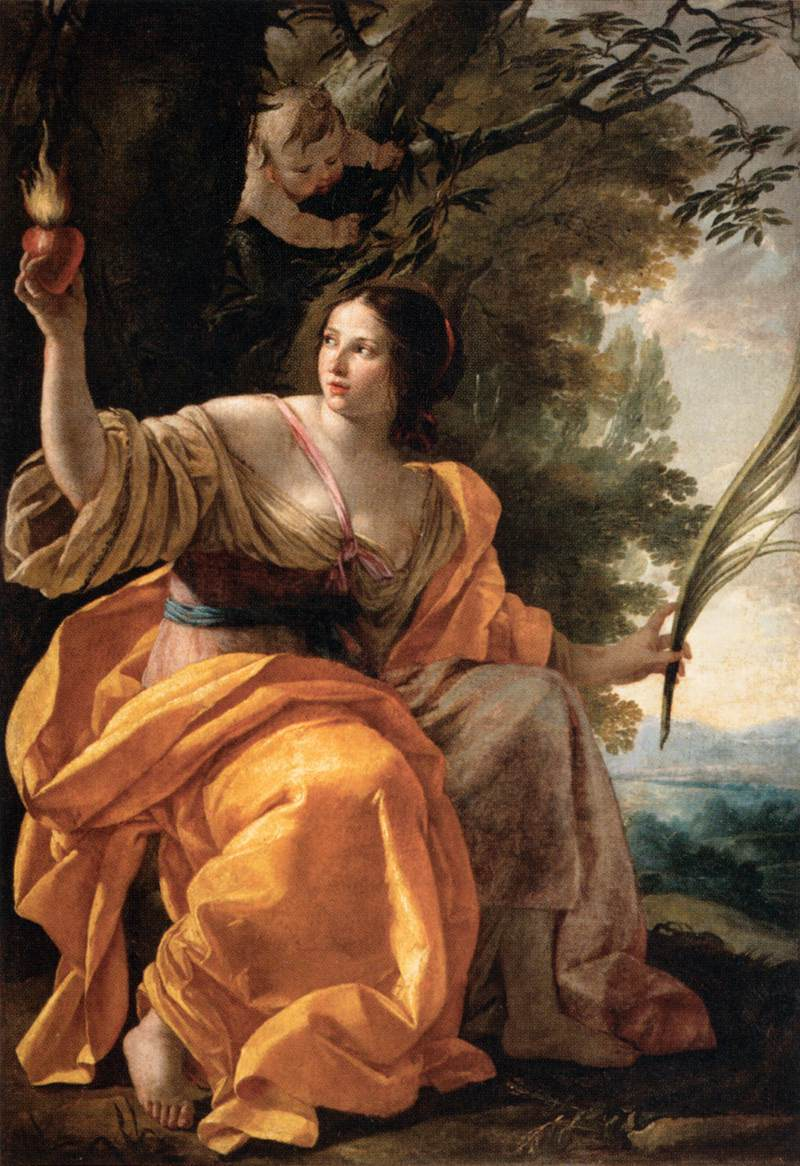
De hemelse goedheid (ca. 1640), Louvre
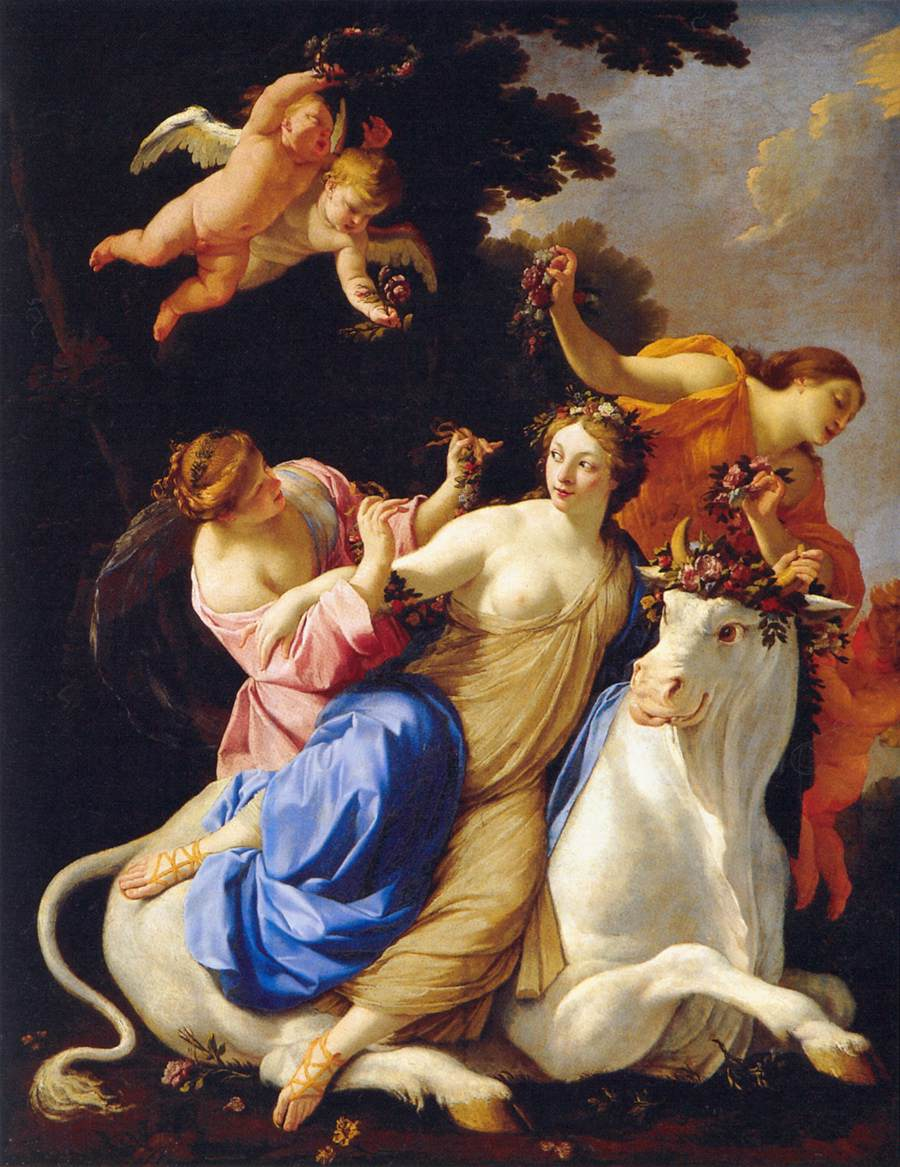
De ontvoering van Europa (ca. 1640), Museo Thyssen-Bornemisza
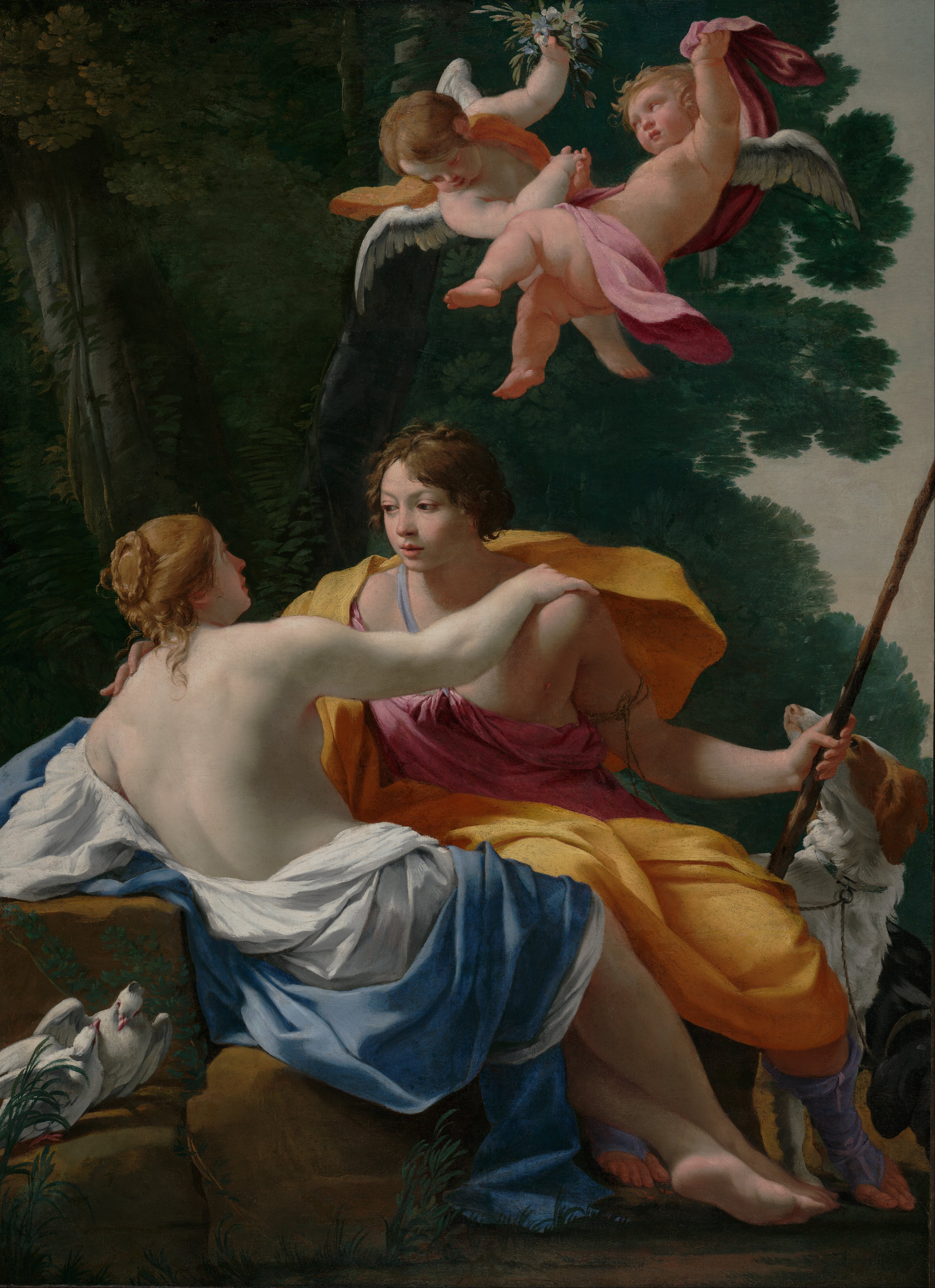
Venus en Adonis (ca. 1642), Getty Museum
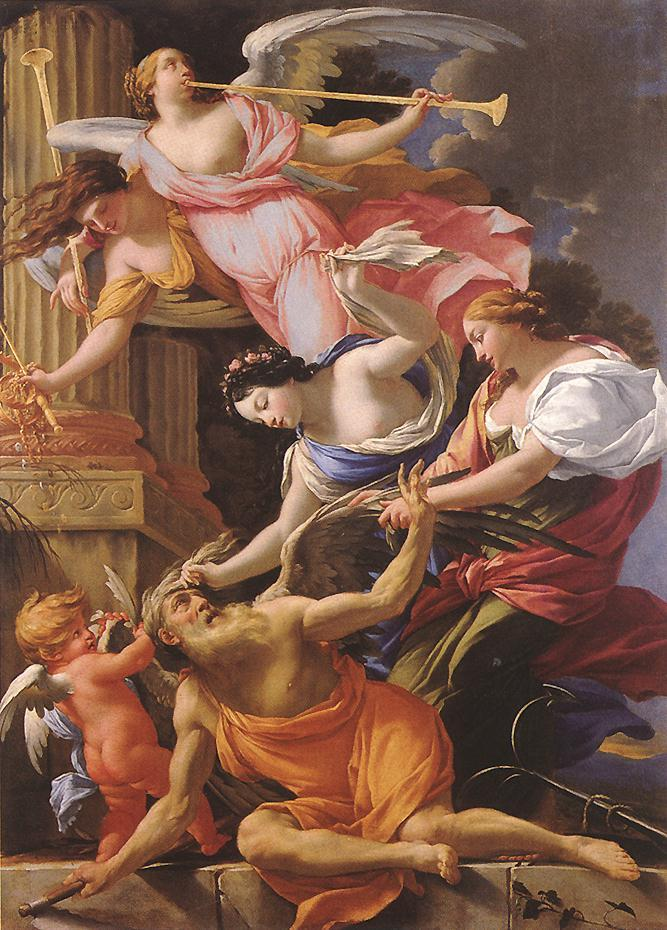
Saturnus overwonnen door Amor, Venus en Hoop (1645), Musée du Berry, Bourges
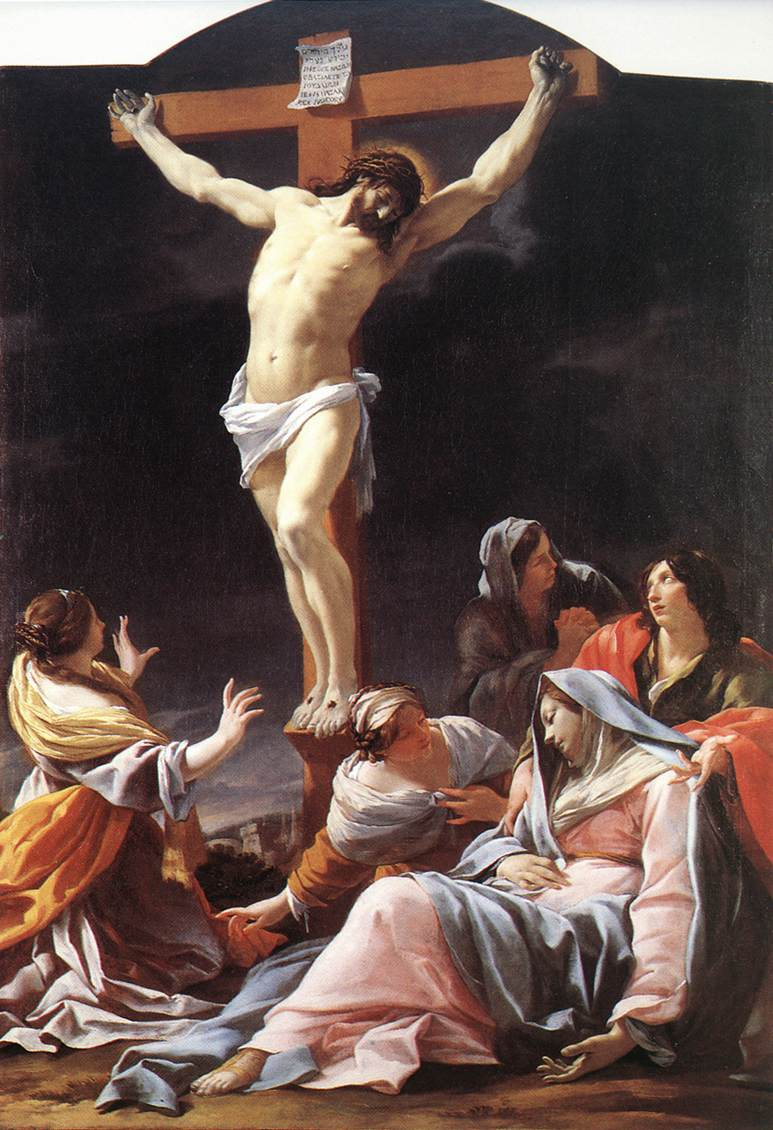
Kruisiging Musée des Beaux-Arts de Lyon

## Werk in openbare collecties in Nederland
Werken van Simon Vouet zijn onder andere in de collecties van:
- Rijksmuseum, Amsterdam
- Museum de Fundatie, Zwolle
- Museum Boijmans van Beuningen, Rotterdam